# حي جلفا

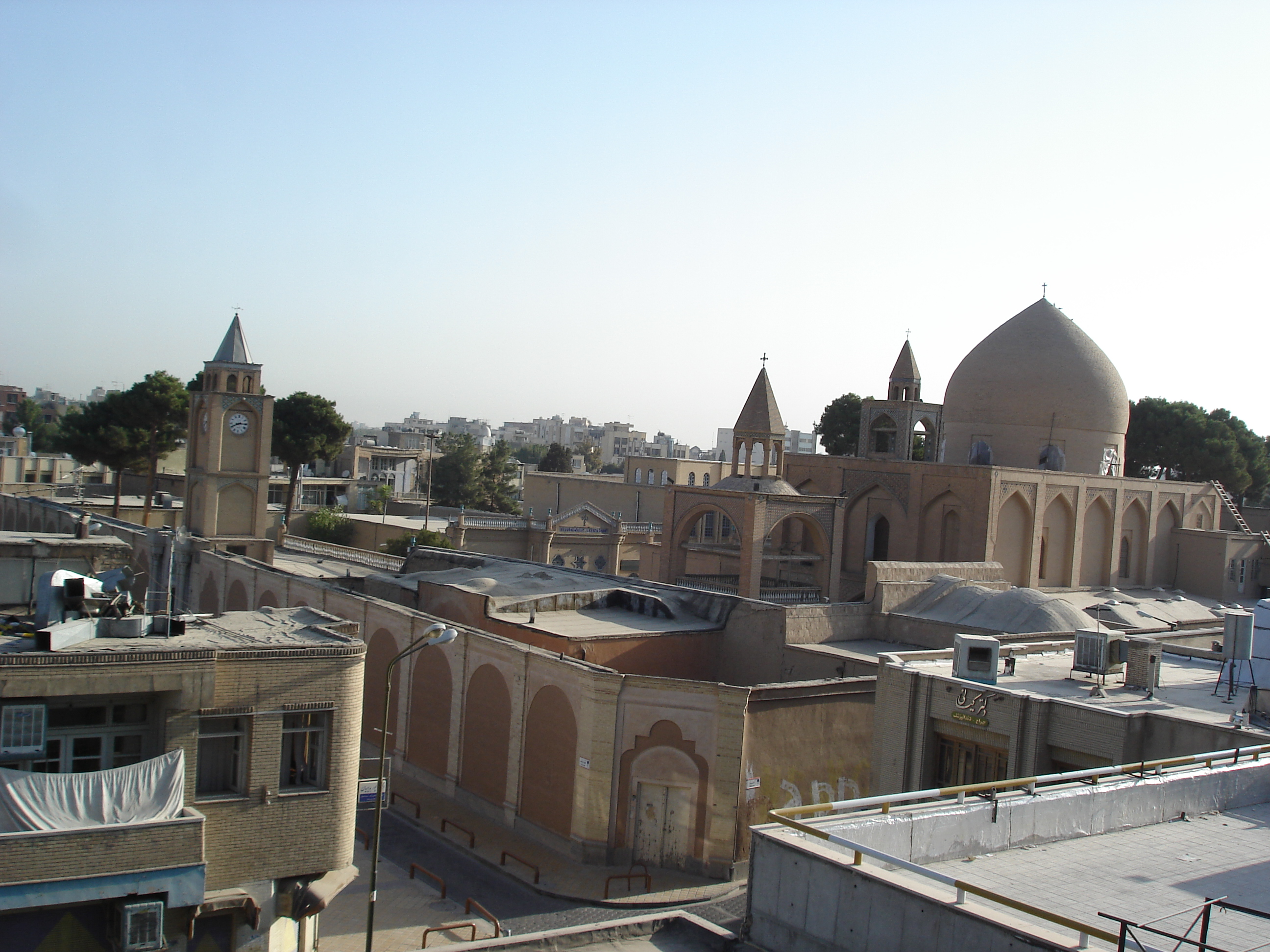
حي جلفا في أصفهان.

محلة جلفا أو حي جولفا أو جولفا الجديدة (بالفارسية: محله جلفای أصفهان، حرفيًا «ربع جلفا في أصفهان»؛ الأرمنية: Նոր Ջուղա) هو الحي الأرمني في مدينة أصفهان في إيران والتمركز المسيحي الأهم في المدينة، وتقع على طول الضفة الجنوبية لنهر زاينده. ويعتبر الحي واحد من أقدم وأكبر الأحياء الأرمنية في العالم.

## تاريخ

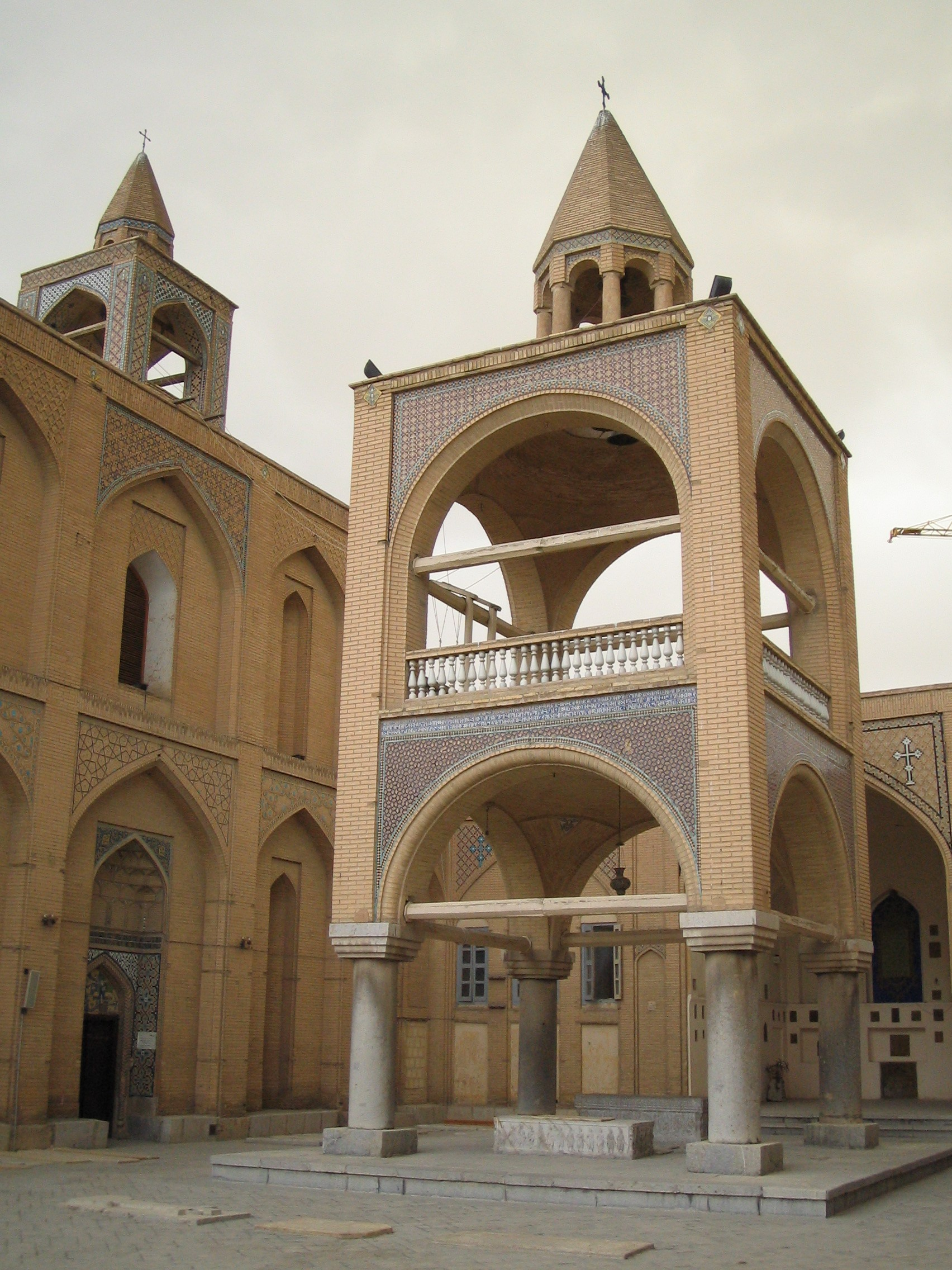
كاتدرائية فانك في حي جلفا في اصفهان.

كانت أرمينيا المسيحية مقاطعة صفوية رئيسية متاخمة للدولة العثمانية. ومنذ عام 1604 نفذ عباس سياسة «الأرض المحروقة» في المنطقة لحماية حدوده الشمالية الغربية من أي قوات عثمانية غازية، وهي سياسة تنطوي على إعادة التوطين القسري لما يصل إلى 300,000 من الأرمن من أوطانهم. في عام 1606 أنشئ الحي الأرمني بواسطة مرسوم من الشاه عباس الأول، وهو شاه بارز من السلالة الصفوية. قدم إلى الحي أكثر من 150,000 من الأرمن إلى جولفا من ناخيتشيفان. وقد جاء الأرمن إلى بلاد فارس وفقاً للرواية الفارسيَّة فارين من الاضطهادات في الدولة العثمانية؛ في حين وفقًا لإدعاءات أوروبية وأرمنية تقول أن السكان الأرمن تم نقلهم بالقوة في 1604 إلى أصفهان من قبل الشاه عباس الأول. على الرغم من اختلاف أسباب قدوم الأرمن إلا أنّ جميع الإدعاءات تتفق أن الأرمن من سكان جولفا ازدهرت على أيديهم التجارة خاصًة تجارة الحرير الخاصة بهم، وعمل الأرمن في أصفهان كتجار أغنياء، وأصبح الأرمن المسيحيين نخبة تجارية في المجتمع الصفوي، وكان لهم دور بارز في تطوير الصناعات الفنية الدقيقة الخاصة بالمجوهرات والآلات الدقيقة، ويساهمون اليوم في الصناعات البترولية. تمتع الأرمن الذين نجوا بالحرية الدينية الكبيرة في نيو جلفة، حيث بنى الشاه لهم كاتدرائية جديدة. وكان هدف الشاه عباس هو تعزيز الاقتصاد الفارسي من خلال تشجيع التجار الأرمن الذين انتقلوا إلى نيو جلفة. وبالإضافة إلى الحريات الدينية، قدم لهم أيضًا قروضًا بدون فوائد وسمح للمدينة بانتخاب عمدة خاص بها «كالانتار».
في أواخر القرن السابع عشر، سيطر الأرمن تقريبًا على كل التجارة الفارسية. حيث صنّف أرمن الدولة الصفوية كأقلية وسيطة. وأنشأ الأرمن شبكات تجارية واسعة في مدن مثل بورصة، وحلب، والبندقية، وليفورنو، ومرسيليا، وأمستردام. وهكذا أصبح الأرمن المسيحيين النخبة التجارية في المجتمع الصفوي ومن خلال وجود رأس مال كبير أتاح للمسيحيين حرية دينية كبيرة فضلًا عن ثراء وسطوة. وكانت أسرة شاهرمانیان أكثر الأسر نفوذاً وثراءاً بين العائلات التجارية الغنية الأرمنية منذ القرن السابع عشر، حيث وصل أفرادها إلى مناصب رفيعة المستوى في الدولة الصفوية، بما في ذلك في نظمها العسكرية والدينية والبيروقراطية. وإمتلكت عائلة شاهرمانیان شبكة تجارية كان مقرها في حي جلفا وإمتدت من إيطاليا (معظمها في مدينة البندقية) في الغرب إلى بورما في الشرق، في وقت لاحق حصلت الأسرة امتيازات تجارية في مختلف دول المدن الإيطالية والإمبراطورية النمساوية المجرية، واشتهروا بشكل خاص في جمهورية البندقية، حيث إندمجوا جيدًا في طبقتها الحاكمة. ومع ذلك، حتى تراجعها في أواخر سبعينيات القرن التاسع عشر والخمول النهائي في القرن التاسع عشر، ظلّت الأسرة ملزمة بقاعدتها الأصلية في بلاد فارس. وعلى الرغم من نجاحهم وموقعهم البارز في المجتمع الأرمني الفارسي، كان لإسرة شاهرمانیان دور بخلق صدع في المجتمع الأرمني في إيران، حيث خلق انتمائهم للمذهب الكاثوليكي شعورًا قويًا بالعداء بين الأغلبية الأرمينية الغريغورية والأقلية الأرمنية الكاثوليكية.

### الوضع الحالي
في عام 1947 كتب المؤرخ فرناند بروديل أنه كان للأرمن شبكة تجاريّة واسعة امتدت من أمستردام إلى مانيلا في الفلبين. وعمل الكثير من العلماء الأرمن في هذه الشبكة. لا تزال جولفا الجديدة منطقة ذات أغلبية مسيحيّة وأرمنيّة وتحوي على العديد من المدارس والمكاتب والكنائس الأرمنية، تتضمن الكنائس كاتدرائية فانك، وكنيسة بيت لحم في شارع نزار، كنيسة السيدة العذراء مريم في ساحة جولفا وكنيسة يريفان. ويحترم الأرمن في حي جلفا القانون الإيراني فيما يتعلق بالملابس، لكنهم يحافظون على اللغة الأرمنية المتميزة والهوية والمطبخ والثقافة التي تحميها الحكومة الإيرانية. شهد الحي هجرة مسيحية عقب الثورة الإيرانية الإسلامية منذ سنة 1979. وفقًا لديفيد بتروسيان من معهد دراسات آسيا الوسطى والقوقاز ضمّ حي جلفا بين 10,000 إلى 12,000 من الأرمن في عام 1998. وحتى اليوم لا يزال الحي واحد من أكبر الأحياء الأرمنية في العالم، وتُحظى المنطقة بشعبية لدى الشباب في مدينة أصفهان، وتشهد نموًا كبيرًا مقارنة بالمناطق الأخرى في المدينة.

## معرض الصور

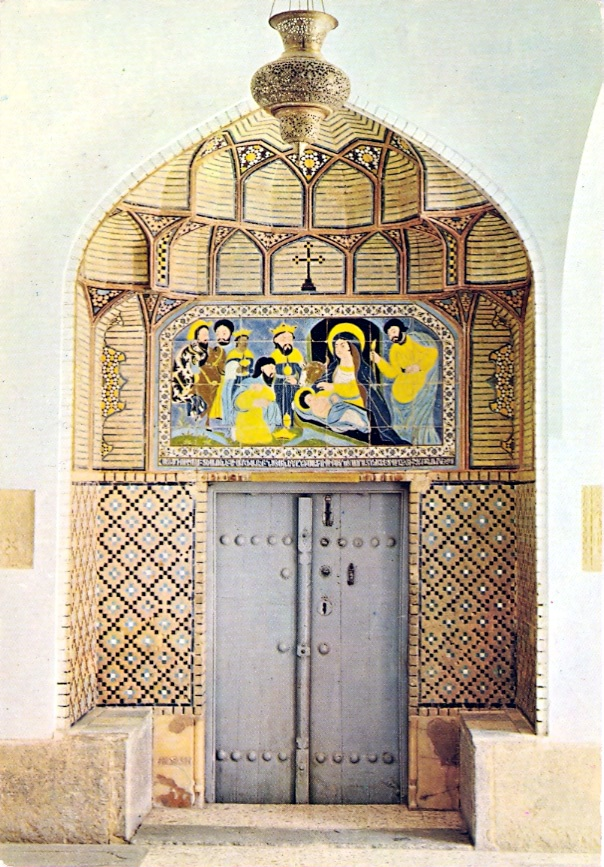
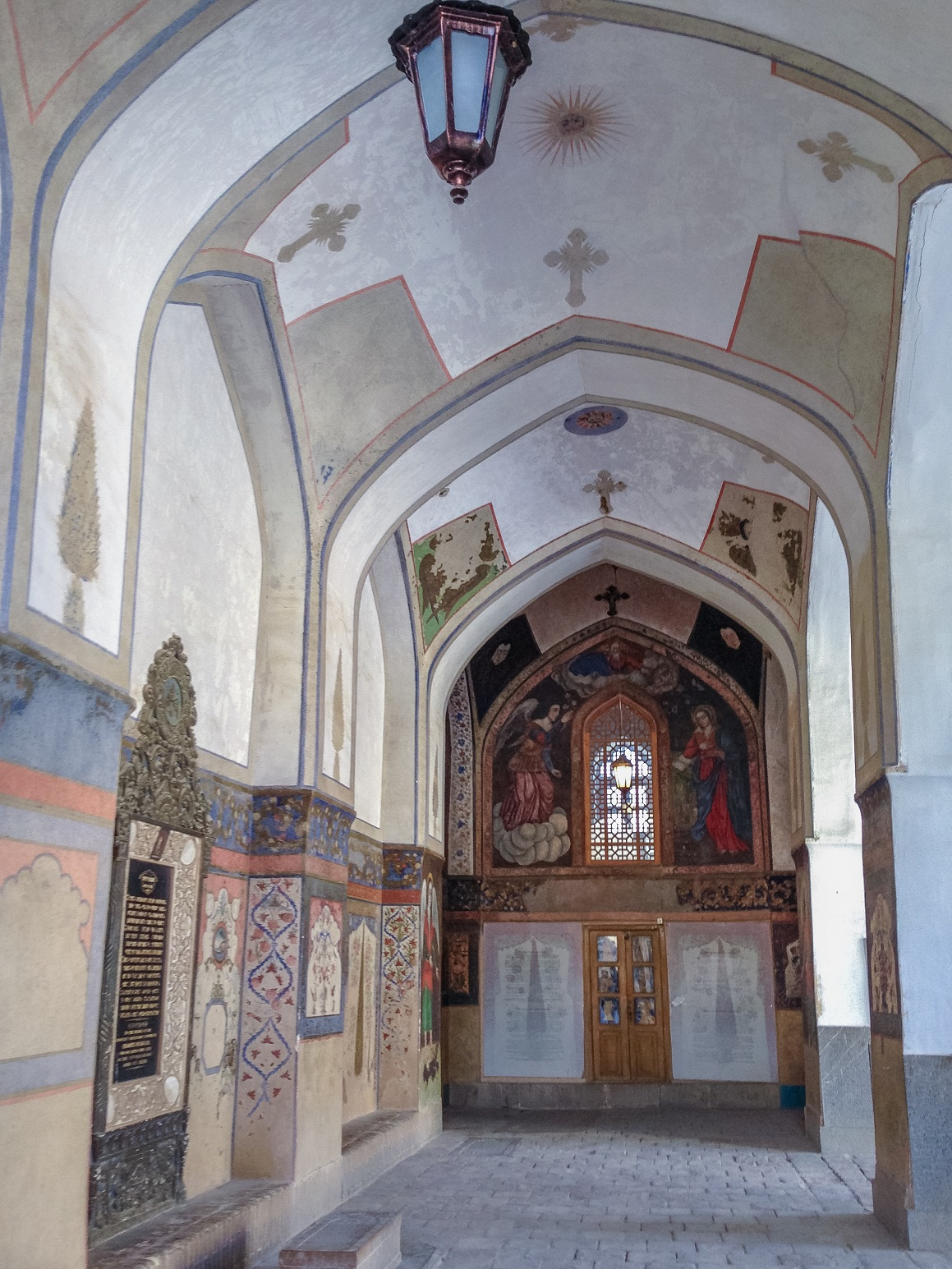
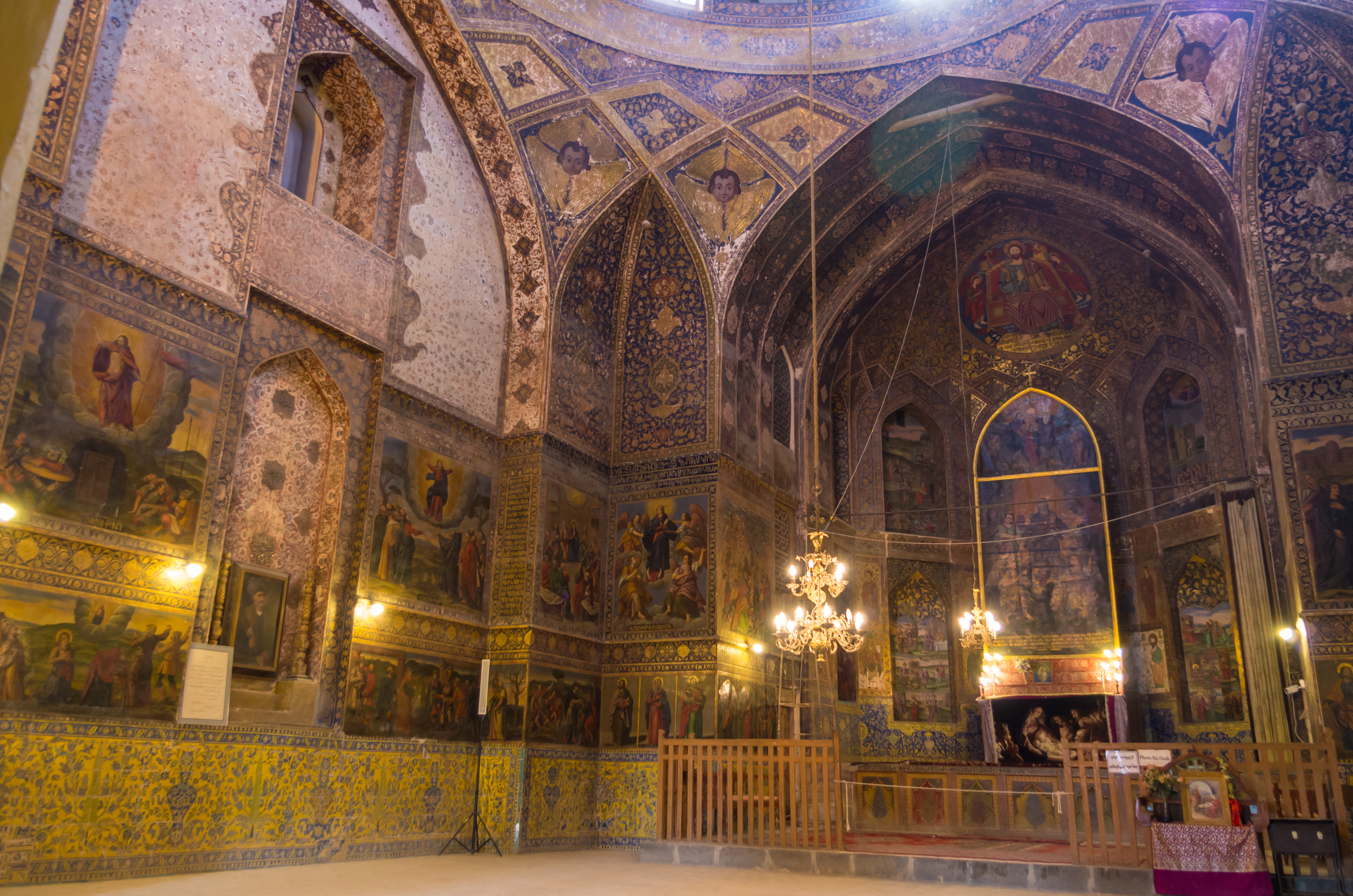
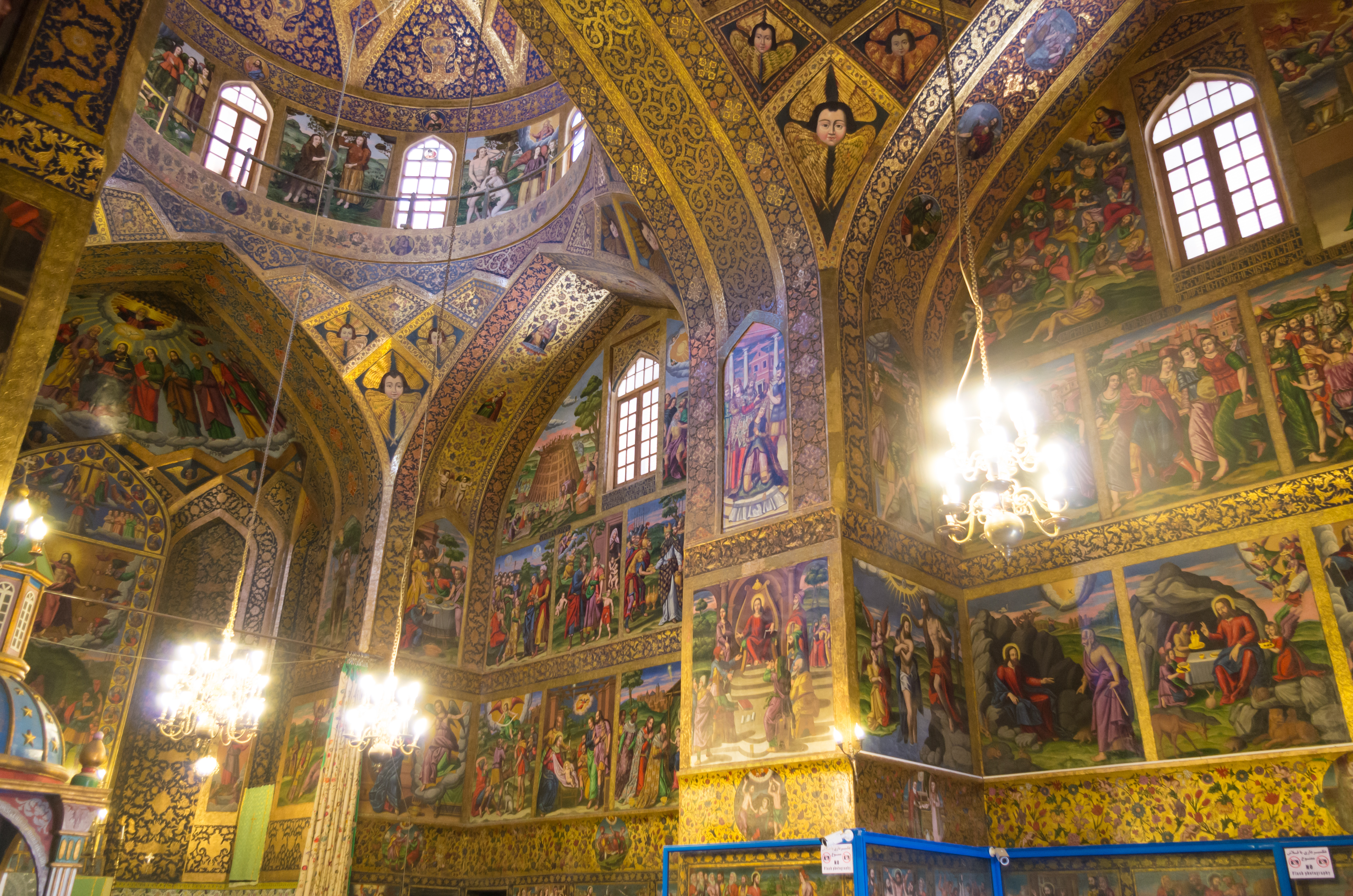
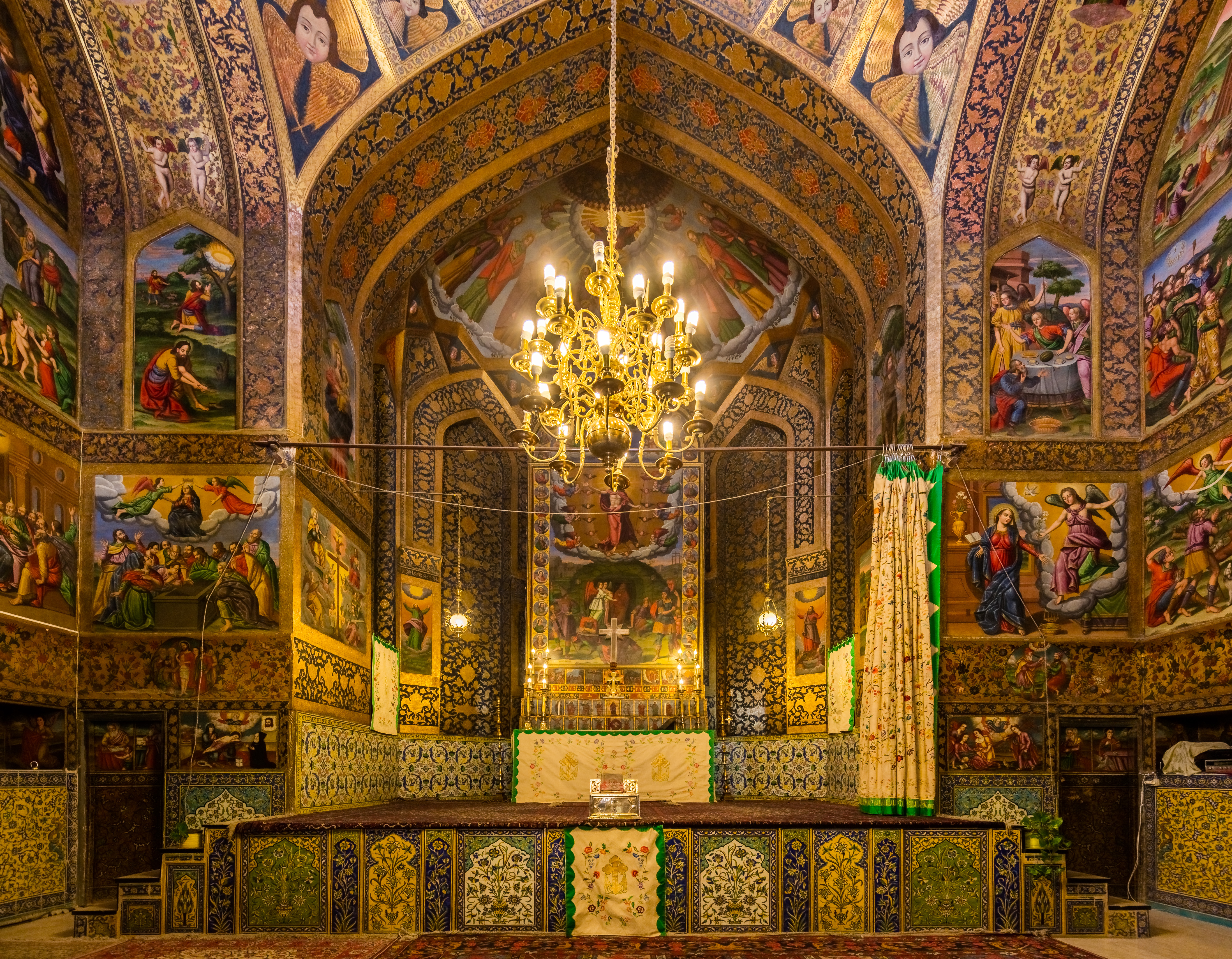
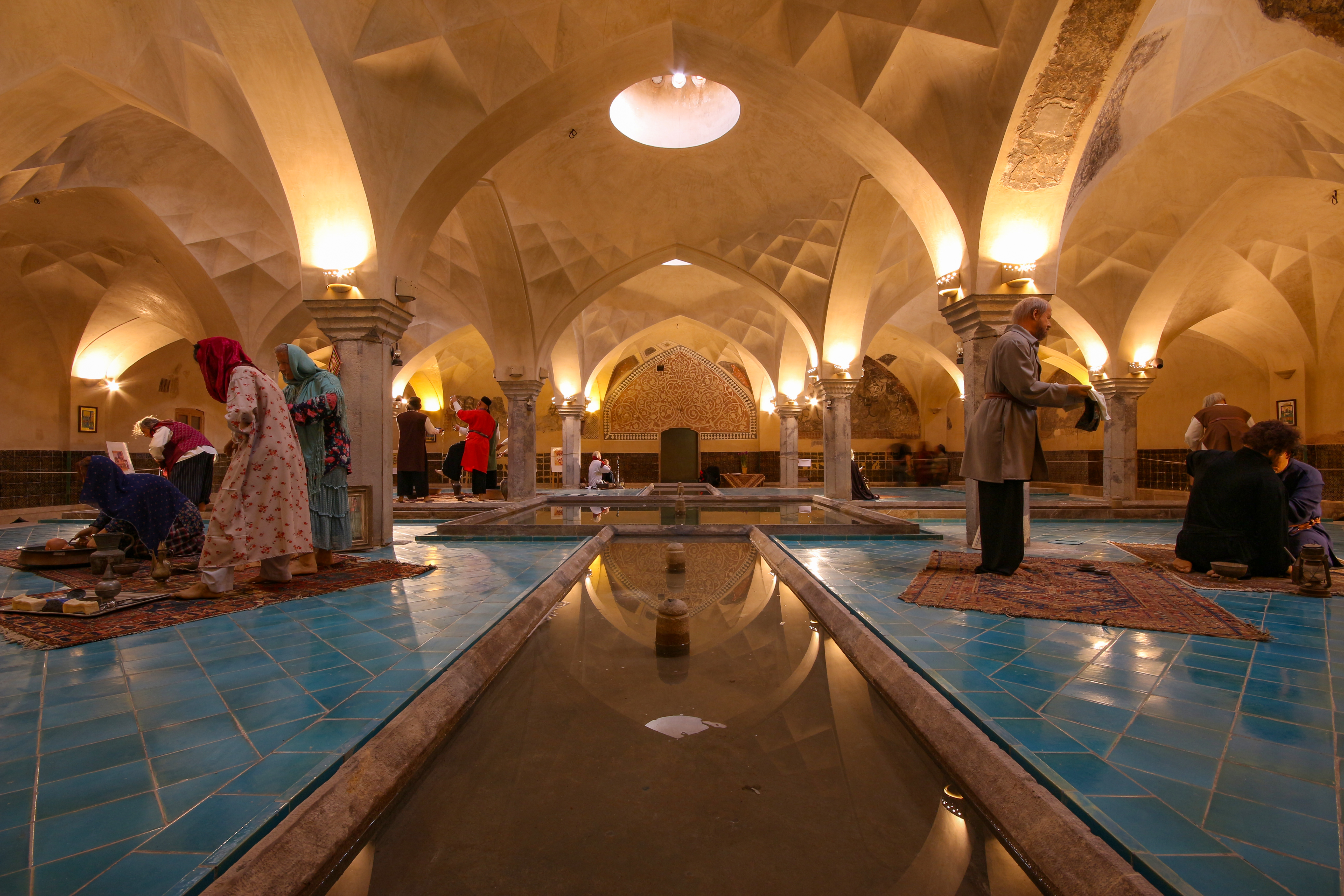
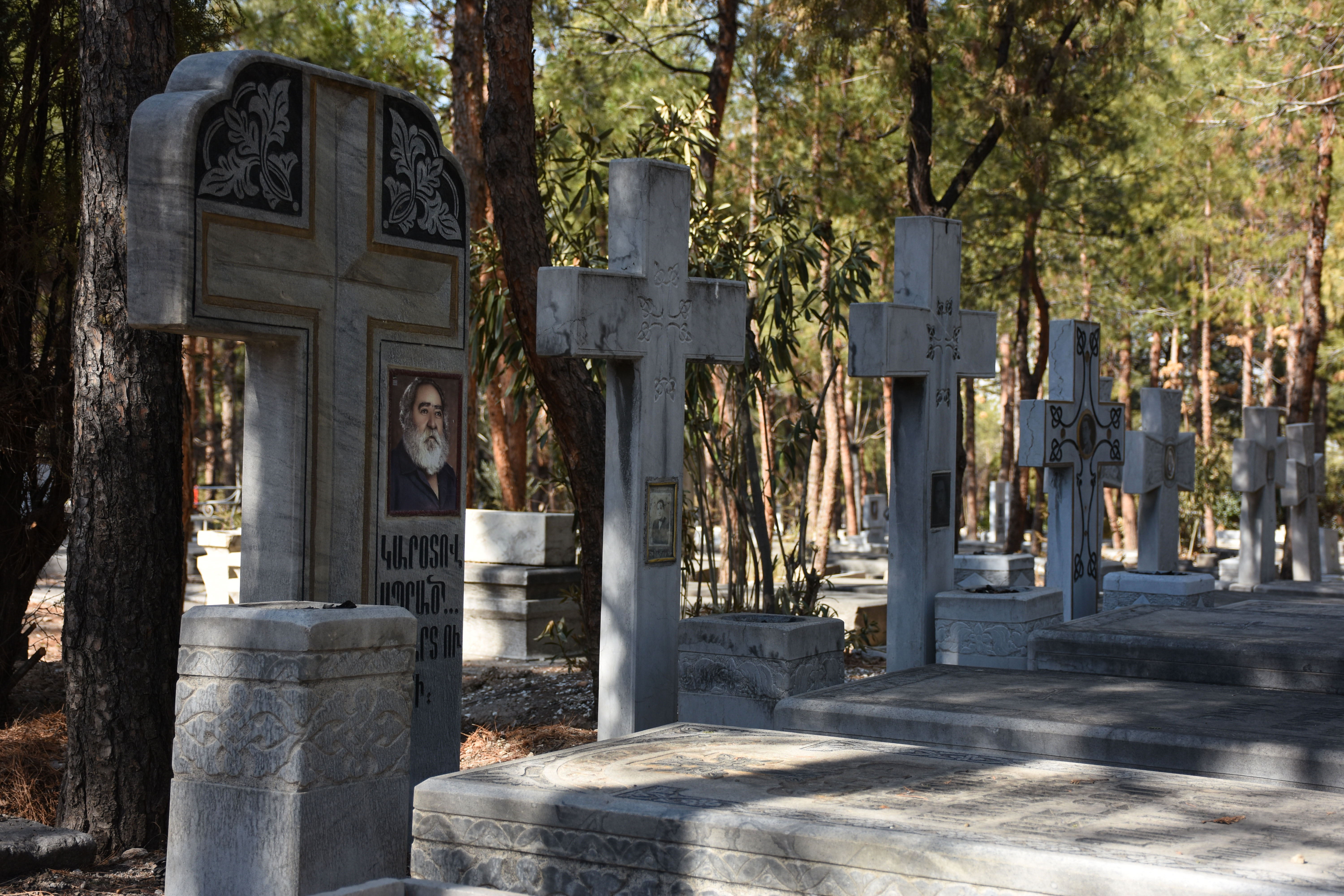
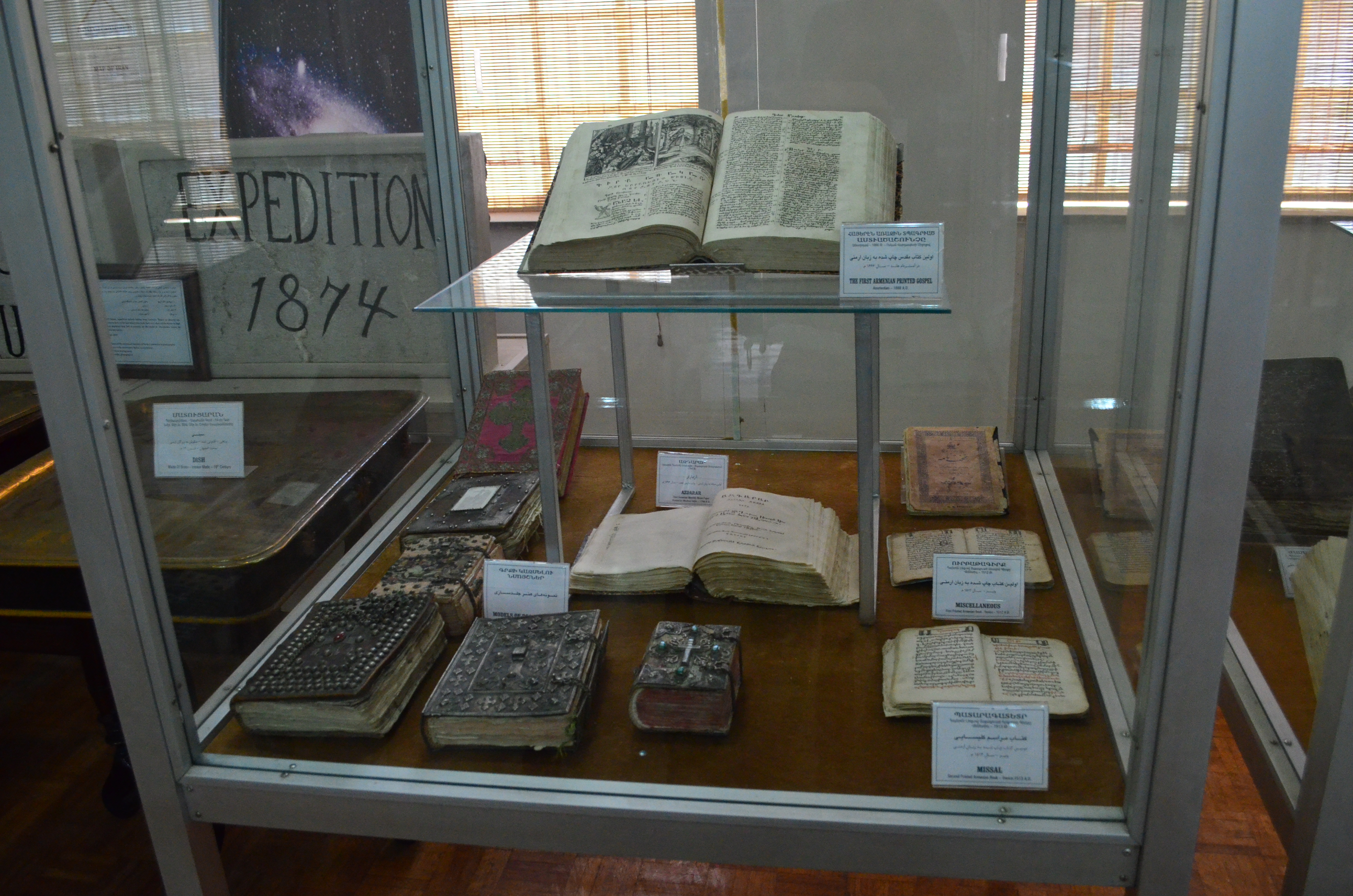